# Aranyos István
Aranyos István (Budapest, 1942. április 25. – 2022. szeptember 23.) magyar tornász, olimpikon, edző. Az év magyar tornásza (1965, 1968).

## Pályafutása
Aranyos István és Máté Rozália gyermekeként született. 1959-ben mechanikai műszerész szakmunkásvizsgát, majd 1970-ben gimnáziumi érettségit tett. 1974-ben a Testnevelési Főiskolán tornaszakedzői oklevelet szerzett.
18-szoros magyar bajnok. Egyéni összetettben háromszor nyert országos bajnokságot. 1965-ben és 1968-ban az év magyar tornászának választották. 1960 és 1970 között a válogatott keret tagja volt. Részt vett az 1964-es tokiói és az 1968-as mexikóvárosi olimpián. 1970 és 1985 között edzőként tevékenykedett.
2002-ben 60 évesen szívtranszplantáción esett át.

## Sikerei, díjai
- Az év magyar tornásza (1965, 1968)
- Olimpiai játékok
  - 9.: 1964, Tokió (összetett, csapat)
  - 13.: 1968, Mexikóváros (összetett, csapat)
- Magyar bajnokság
  - összetett, egyéni
    - bajnok (3): 1964, 1965, 1967
    - 2.: 1966
    - 3.: 1963

  - csapat
    - bajnok (5): 1962, 1963, 1964, 1966, 1968

  - gyűrű
    - bajnok (4): 1964, 1965, 1966, 1967
    - 3.: 1963

  - korlát
    - 2.: 1967 (holtversenyben)
    - 3.: 1965

  - lólengés
    - 2.: 1964
    - 3. (2): 1965, 1966

  - lóugrás
    - bajnok (3): 1962, 1963, 1965
    - 2. (3): 1964, 1966, 1967

  - nyújtó
    - 2.: 1965
    - 3.: 1964

  - talaj
    - bajnok (3): 1963, 1964, 1965